# Бакчар (річка)
Бакча́р — річка в Росії, права складова Чаї (притоки Обі), тече у Томській області Васюганською рівниною.
Бакчар починається у Васюганских болотах на кордоні Томської і Новосибірської областей і тече на північ територією Бакчарського і Чаїнського районів Томської області. Біля села Усть-Бакчар зливається з Парбігом, утворюючи річку Чая (притоку Обі).
Довжина річки 348 км, площа водозбірного басейну 7310 км². Живлення мішане з переважанням снігового. Характерна тривала повінь. Головні притоки Тетеренка і Галка зліва, Тига — справа.
Населенні пункти на річці: Полинянка, Поротниково, Чумакаєвка, Подольськ, Гореловка, Лось-Гора, Нижня Тига, Усть-Бакчар. Село Бакчар, попри свою назву, розташоване не на Бакчарі, а на його притоці Галці.